# Панівці (Кам'янець-Подільський район)
Панівці́ — село в Україні, у Слобідсько-Кульчієвецькій сільській громаді, Кам'янець-Подільського району, Хмельницької області. Давніше було містечком.

## Символіка
Затверджена 17 грудня 2009 року рішенням № 9 XIX сесії сільської ради. Автор — Анатолій Костюк.

### Герб
У лазуровому щиті сходить золоте сонце з променями до країв щита, диск сонця облямований лазуровим пробитим кільцем і вписаний у срібну підкову вушками донизу, обтяжену вгорі укороченою зеленою гілкою у лівий перев'яз. На гілці сидить сокіл натурального кольору, обернений вліво, з повернутою назад головою.

### Прапор
На малиновому прямокутному полотнищі з співвідношенням сторін 2:3 в центрі коло з гербом села. Висота кола 2/3 від висоти прапора.

## Назва
У вересні 1973 року Іван Гарнага писав у газеті в рубриці «Звідки пішла назва»: «В основі назви лежить слово „пан“, яке, мабуть, було прізвиськом першого поселенця чи одного з його нащадків». У давньоруські часи це слово було відоміше західним слов'янам, однак, як свідчить назва, вже тоді поляки чи чехи занесли його в Пониззя.
Панівці складаються з трьох давніх сіл. Від Кам'янця за течією Смотрича це Драчківка (або Вищі Панівці), далі по течії — Верхні (Нагорні, Муровані, Старі) Панівці, нарешті — Нижчі (Долинні) Панівці. В XX столітті всі три села злилися в єдине село Панівці: 1939 року Драчківка увійшла до складу Верхніх Панівців, а в січні 1967 року Верхні та Нижні Панівці об'єдналися в єдине село — Панівці.

## Географія
Подільське село Панівці розташоване в південно-західній частині України на півостровах утворених річкою Смотрич. За 10 кілометрів автодорогами від Кам'янця-Подільського, за 2,6 кілометри від центру села проходить автошлях територіального значення Т 2325.

### Клімат
Панівці розташовані в межах вологого континентального клімату із теплим літом. Але діяльність людини призводить до зміни клімату та глобального потепління. Рівень наповнення річок водою в області становить лише 20 % від необхідного стандарту.

## Історія
Панівці над Смотричем відомі історії перш за все завдяки битві 20-23 жовтня 1633 року, у якій польський коронний гетьман Станіслав Конєцпольський розбив турецьку армію під керівництвом Мехмеда Абаза-паші.

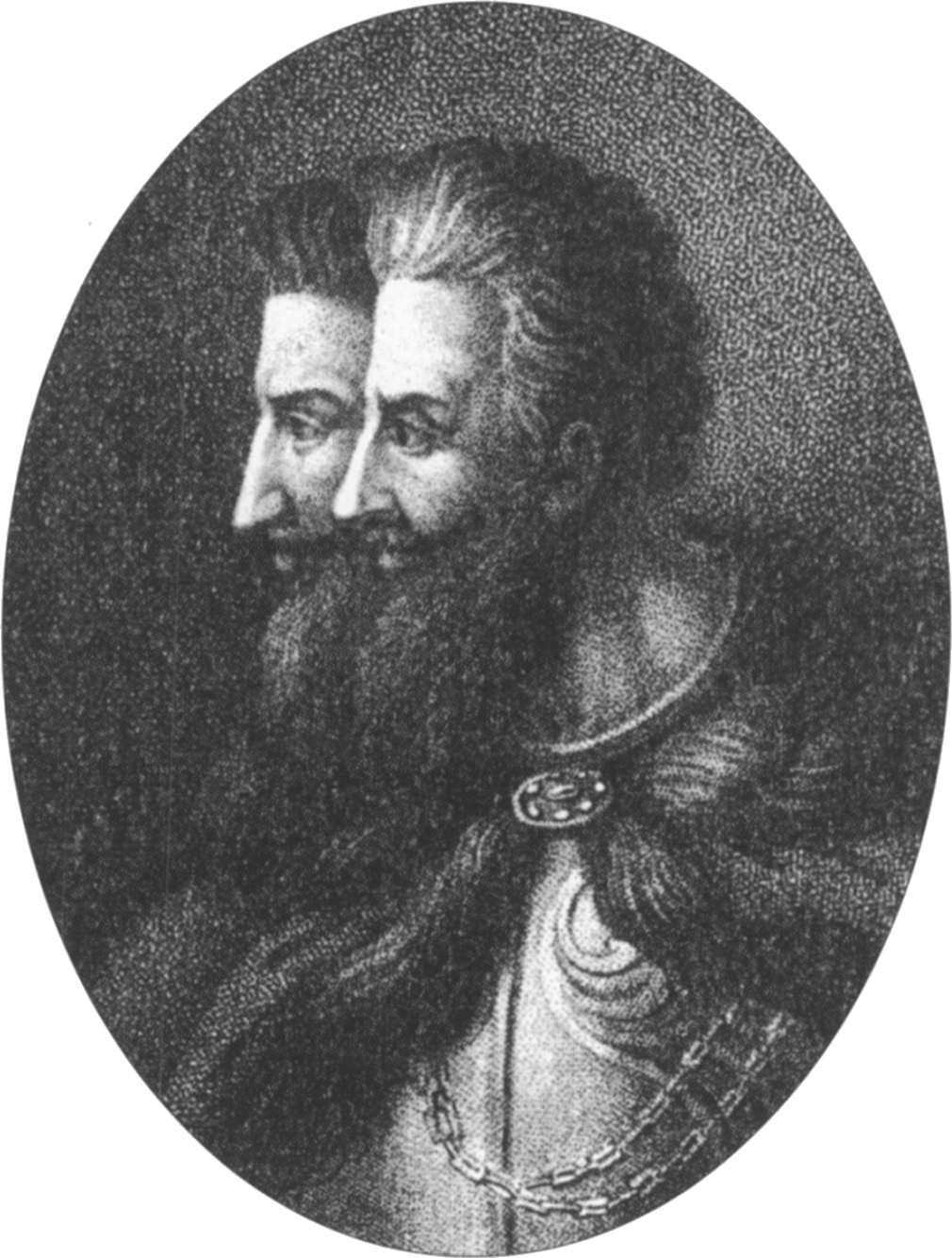
Ян та Якуб Потоцькі

Уперше в документах Панівці згадано 1460 року — в дозволі польського короля Казимира IV Ягеллончика збирати десятину на користь кам'янецьких біскупів РКЦ.
Згідно поборових реєстрів Подільського воєводства:
 1563-64 років власниками села були шляхтичі Зеленецький, Вітальчовський, Єзьорковський, у селі була православна церква.
У 1565—1566 роках власником села Верхні Панівці був шляхтич Чермєнський (гербу Рамульт), села Нижні Панівці — шляхтич Яцимирський, у кожному селі була православна церква.
Дідич — брацлавський воєвода Ян Потоцький сприяв у 1590 р. у Верхніх Панівцях будівництву великого оборонного замку. Замок був закінчений у 1590 році, мав товсті стіни, великі підземелля та глибокі рови. Панівці на той час мали статус міста.
Ян Потоцький був кальвіністом, реформатором, заклав при замку кальвіністську друкарню та школу з академією. Щороку на утримання Академії виділяли з дружиною 4000 злотих. Академія мала кілька класів: Теософський, Філософський, Гуманістичний. На початку XVII століття ректором був Балцер Панкратіус, професором Самуєль Пельцель.
Перша на Поділлі друкарня закладена 1600 року, 1611 року, у зв'язку зі смертю дідича Яна Потоцького, була закрита. Керівником друкарні був Вавжинець Малахович. Видання цієї друкарні рідкісні. Друкарня була перенесена до Баранова.
Ян Потоцький героїчно загинув у Смоленській битві. Його дружина Вікторія (Ельжбета) Каменецька поховала його тіло в каплиці замку (інші дані — крипті кальвінського збору). Брати та кам'янецькі єзуїти наказали вдові вигнати кальвіністів; Вавжинець (Лаврентій) Малахович виїхав до Львова. Дітей у дідичів не було, Панівці перейшли до Станіслава «Ревери» Потоцького — сина його брата Анджея (Єнджея). Новий дідич науками не цікавився, став католиком, був вороже налаштований до кальвіністів: закрив академію та друкарню, помістив там кінні стайні.

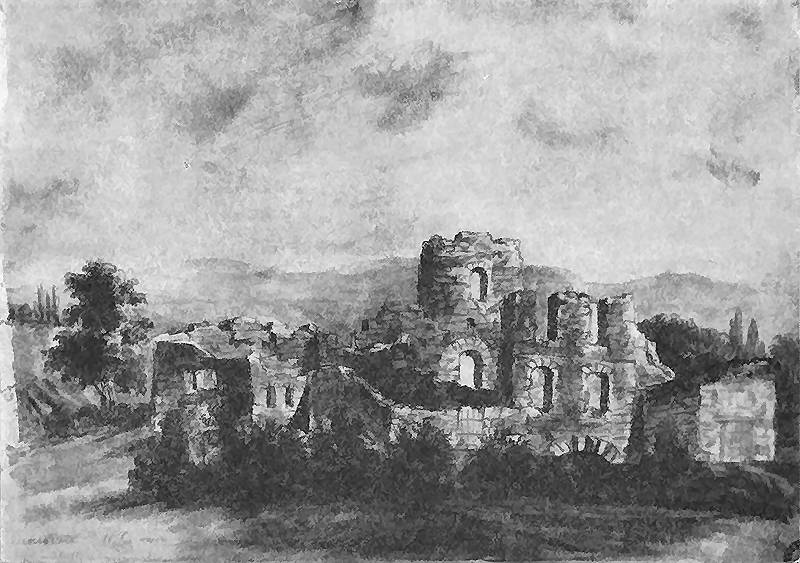
Наполеон Орда. Панівці

На початку XX століття через Панівці планувалося прокласти залізницю, яка з'єднала б Росію з Австро-Угорщиною. Через Смотрич навіть почали зводити залізничний міст. Але грянула Перша світова війна й про колишні плани глобалізації Європи зараз нагадують лише височенні опори.
Унаслідок поразки Перших визвольних змагань на початку XX століття, село надовго окуповане російсько-більшовицькими загарбниками. Радянська окупація принесла колективізацію та розкуркулення, селяни зазнали репресій.
У 1932–1933 роках селяни села пережили Голодомор.
По закінченню другої світової війни у 1946—1947 роках село вчергове пережило голод.
Сучасні Панівці утворилися від злиття сіл Верхні Панівці та Нижні Панівці внаслідок ухвали Хмельницького облвиконкому від 12 січня 1967 року про об'єднання населених пунктів в один.
З 1991 року в складі незалежної України.
У червні 2006 р. у Панівцях у річку Смотрич упала величезна (до 20 тон) кам'яна брила, яка відкололась від скелі.
Із 14 серпня 2017 року шляхом об'єднання сільських рад, село увійшло до складу Слобідсько-Кульчієвецької сільської громади. Об'єднання в громаду створило умови для формування ефективної і відповідальної місцевої влади, яка має забезпечити комфортне середовище для проживання людей.

### Панівецький замок

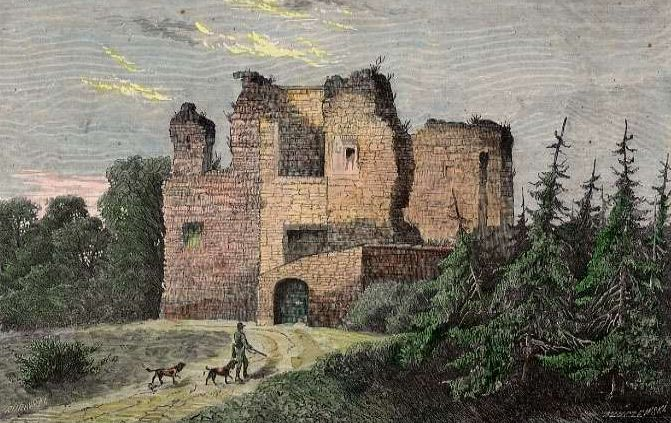
Панівецький замок

Панівецький замок збудував кам'янецький староста Ян Потоцький близько 1590 р. Замок витримав облогу турків 1621 року (Осман II) та 1633 року (Абаза-паша).
Був здобутий козаками під керівництвом кропивнянського полковника Филона Джалалія. 19(29) травня 1651 року один із захисників — поляк Тржилатковський — відкрив браму за обіцянку стати полковником козацьких військ; проте козаки, вступивши в замок, повісили його — за зраду своїх. Після цього замок довго стояв спустошений. Остаточно занепав наприкінці XVIII століття. Сьогодні можна побачити лише руїни та залишки замку.

### Панівецький віадук

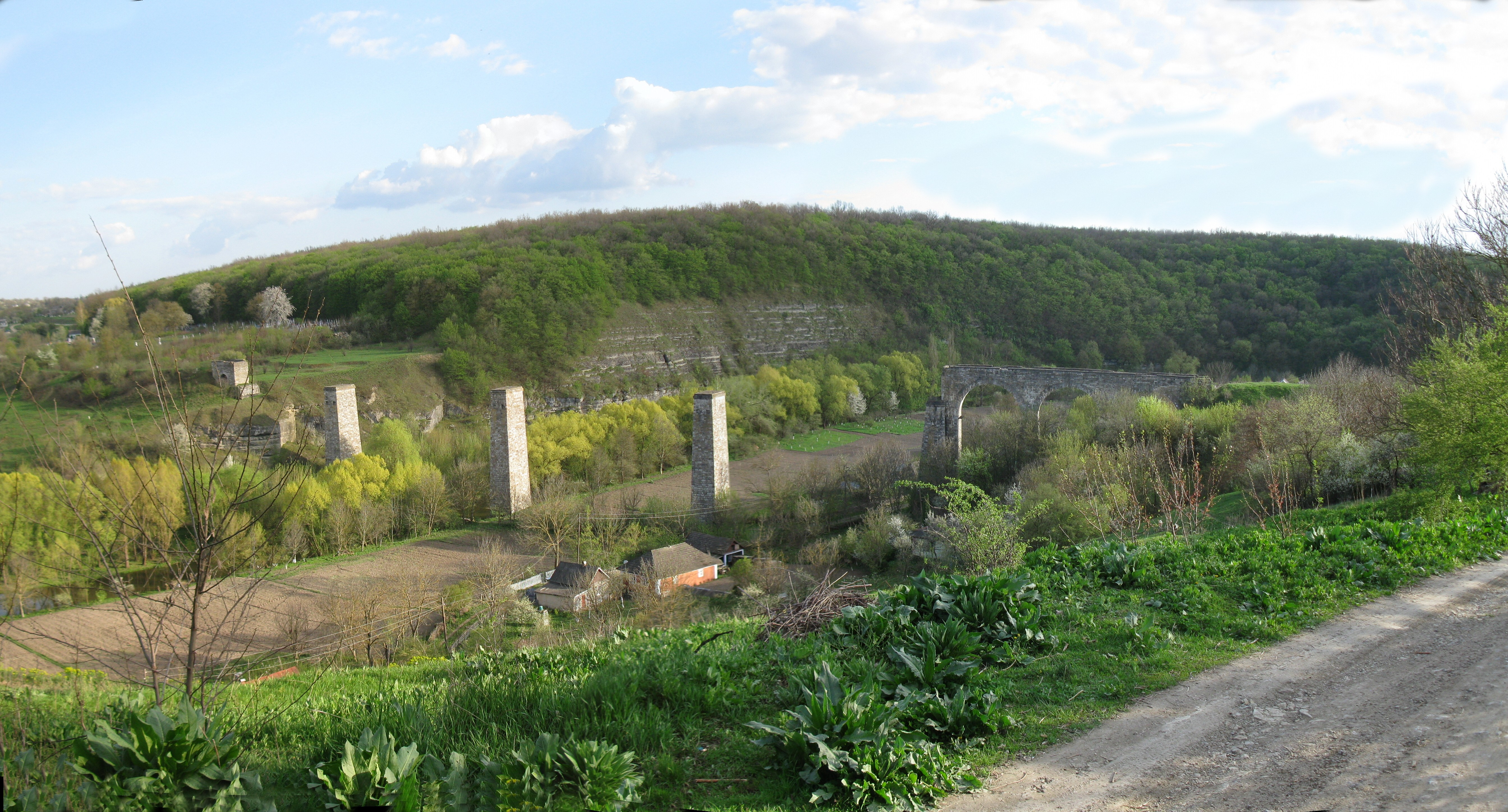
Пілони панівецького віадуку

За 4 км від Кам'янця, розташована цікава пам'ятка — недобудований залізничний міст через Смотрицький каньйон. Цей грандіозний недобуд розташований на території села Панівці, але зазвичай у путівниках та у краєзнавчих публікаціях його відносять до сусідньої Зубрівки. Жодної помилки у цій географічній плутанині немає — Зубрівка належить до Панівецької сільради.
На початку XX століття Російська імперія спільно з Румунією та Австро-Угорщиною започаткували амбітний інфраструктурний проєкт з патетичною назвою «Слов'янський шлях». Планувалося сполучити залізницею порти Адріатичного моря з Петербургом. «Слов'янський шлях» мав переходити в не менш поважний «Індійський шлях».
15 грудня 1910 року газета «Подолія», зокрема, писала:
| | \| «Будівництво цього шляху, який, крім того, перетне біля Старокостянтинова запроектований «Індійський шлях», для нашого краю матиме величезне значення. Усі товари, які раніше йшли в Центральну Росію зі Середземного моря через Чорне й Одесу, підуть напряму через Румунію і далі по Росії: Кам’янець — Проскурів — Шепетівка — Новоград-Волинський — Жлобин — Петербург» \| |
| «Будівництво цього шляху, який, крім того, перетне біля Старокостянтинова запроектований «Індійський шлях», для нашого краю матиме величезне значення. Усі товари, які раніше йшли в Центральну Росію зі Середземного моря через Чорне й Одесу, підуть напряму через Румунію і далі по Росії: Кам’янець — Проскурів — Шепетівка — Новоград-Волинський — Жлобин — Петербург» | |

У рамках проєкту запланували також гілку від Кам'янця-Подільського до Іване-Пусте, що мала сполучити столицю Поділля зі Львовом.
Перша світова війна не лише не зупинила будівництво, а навпаки — форсувала. Постачання російських військ на захопленій Галичині потребувало великих транспортних потоків. Зокрема, 15 квітня 1916 року на своєму засіданні Рада міністрів Російської імперії розглянула питання про спорудження залізничних ліній «Ямпіль — Збараж» та «Кам'янець-Подільський — Іване-Пусте».
Не завадила будівництву й Лютнева революція. Тимчасовий уряд, нагадаємо, виступав за війну до переможного кінця, а значна частина Галичини ще залишалася під контролем росіян.
На початок літа 1917 року гілку на Іване-Пусте звели майже повністю — по всій ділянці встигли спорудити насип і поставити більшу частину мостів.
У Панівцях встигли виконати найскладнішу частину проєкту — звели віадук і височезні, майже у 30 метрів, пілони-опори. Залишалося лише встановити сталеві прогони. Цей етап, швидше за все, завершили вже 1916 року — це засвідчує відповідна дата, викладена з каменів на верхівці віадуку. У вересні 1917 року будівництво зупинив масштабний наступ союзних цісарсько-кайзерівських військ, у результаті якого російські війська були відкинуті за Збруч.
Звісно, що у часи війни було не до будівництва, а за Совітів проєкт взагалі визнали недоцільним.

## Населення
За даними на 1998 року: дворів — 408, мешканців — 1106.
За переписом населення України 2001 року в селі мешкало 1044 особи.

### Мова
У селі поширені західноподільська говірка та південноподільська говірка, що відносяться до подільського говору, який належить до південно-західного наріччя.
Розподіл населення за рідною мовою за даними перепису 2001 року:
| Мова       | Кількість | Відсоток |
| ---------- | --------- | -------- |
| українська | 1033      | 98.57 %  |
| російська  | 14        | 1.33 %   |
| білоруська | 1         | 0.10 %   |
| Усього     | 1048      | 100 %    |

## Економіка
19 березня 2019 року в селі було відкрито Кам'янець-Подільську СЕС потужністю 63,8 МВт, яка на момент запуску була другою за потужністю в Україні (неокуповані території).

## Спорт
Село має аматорську футбольну команду «Замок» (Панівці), яка періодично грає чемпіонаті Кам'янець-Подільського району з футболу.

## Відомі люди

### Народилися
- Бринюк Іван Семенович — український графік. Член Національної спілки художників України.

### Дідичі
- Ян Потоцький — польський шляхтич, військовик, урядник, державний діяч Речі Посполитої.
- Станіслав Ревера Потоцький — польський шляхтич, воєначальник, урядник та державний діяч Речі Посполитої, магнат.

## Охорона природи
Село лежить у межах національного природного парку «Подільські Товтри».

## Галерея

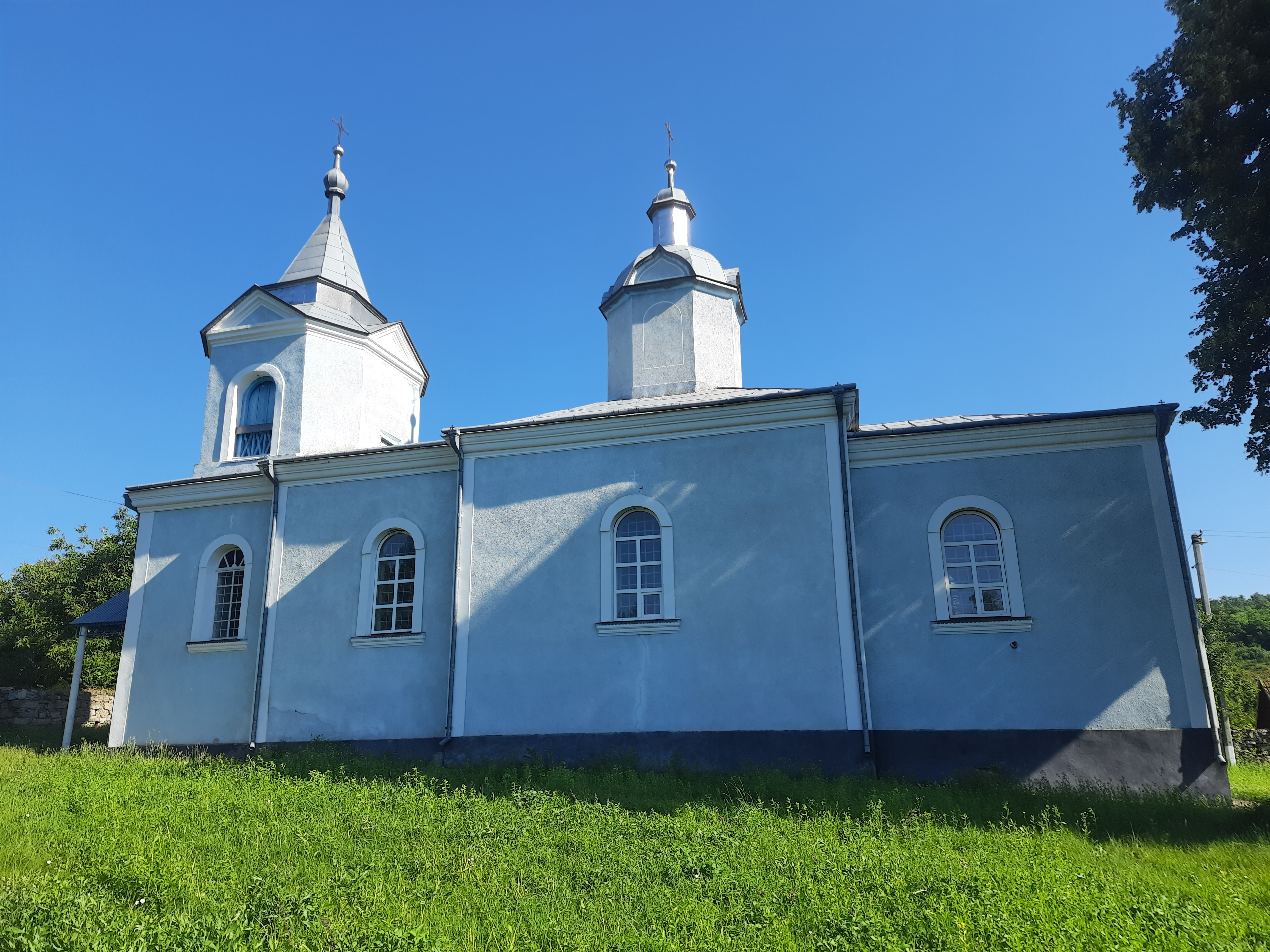
Успенська церква
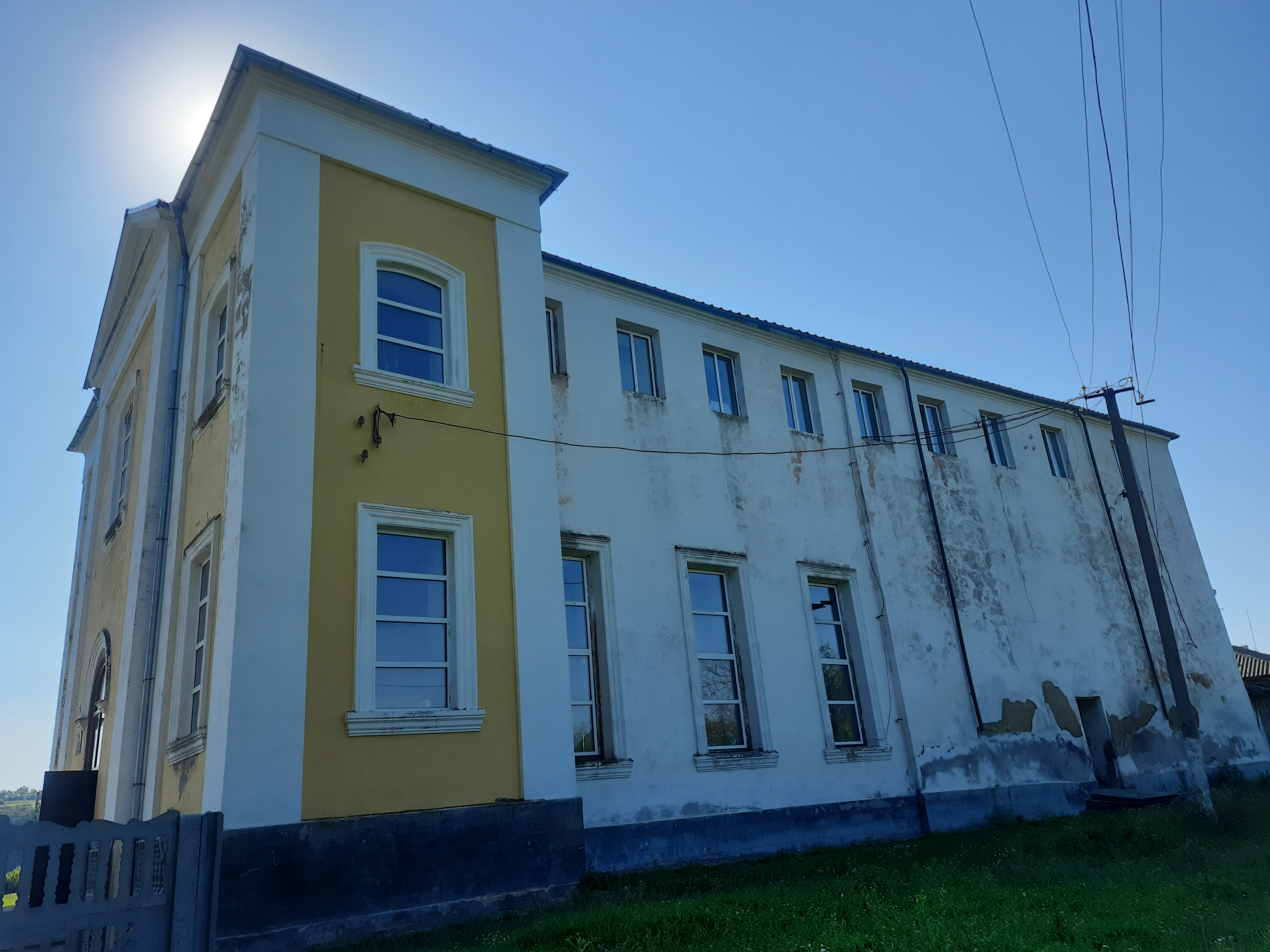
Костел
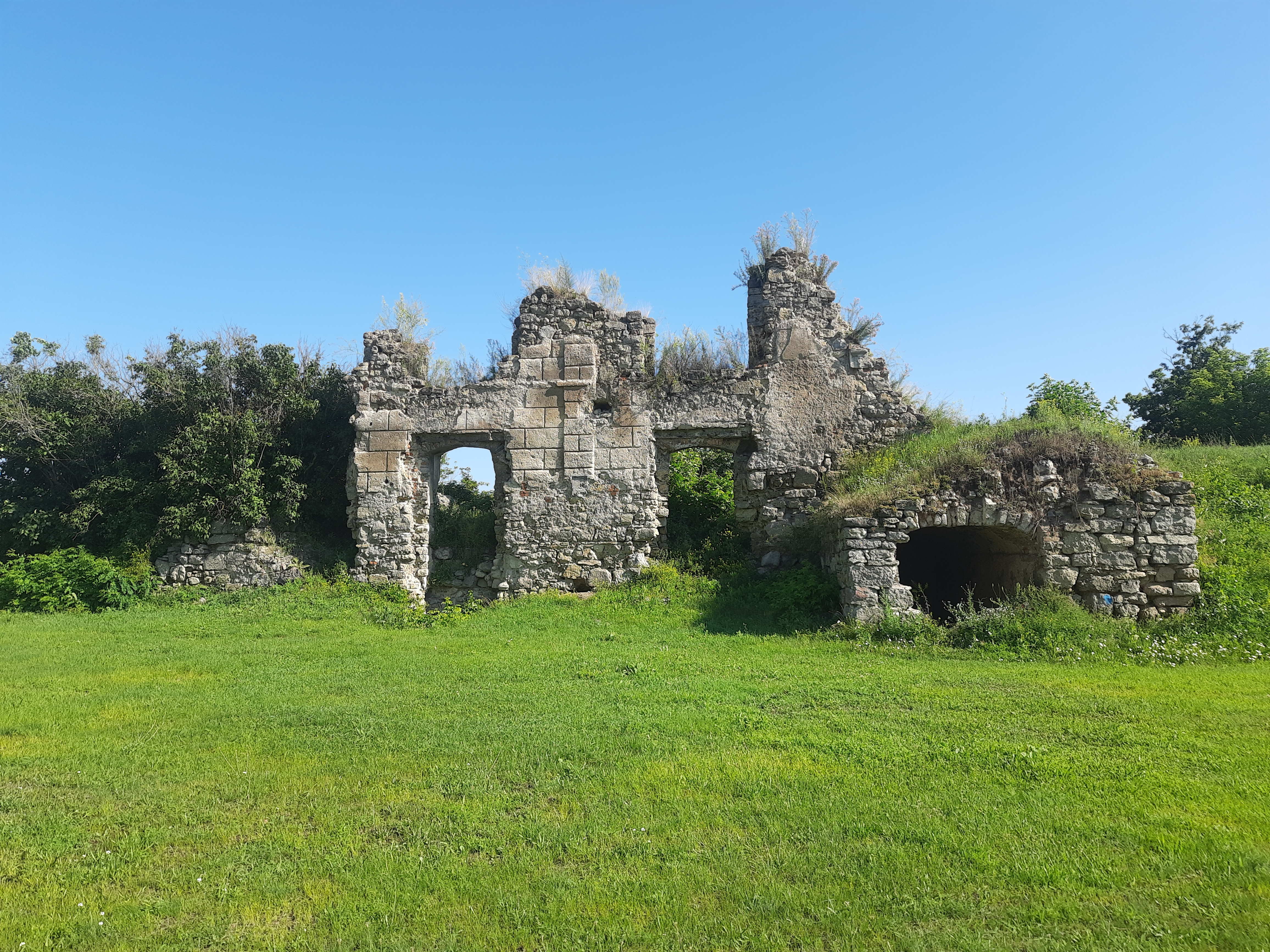
Руїни замку
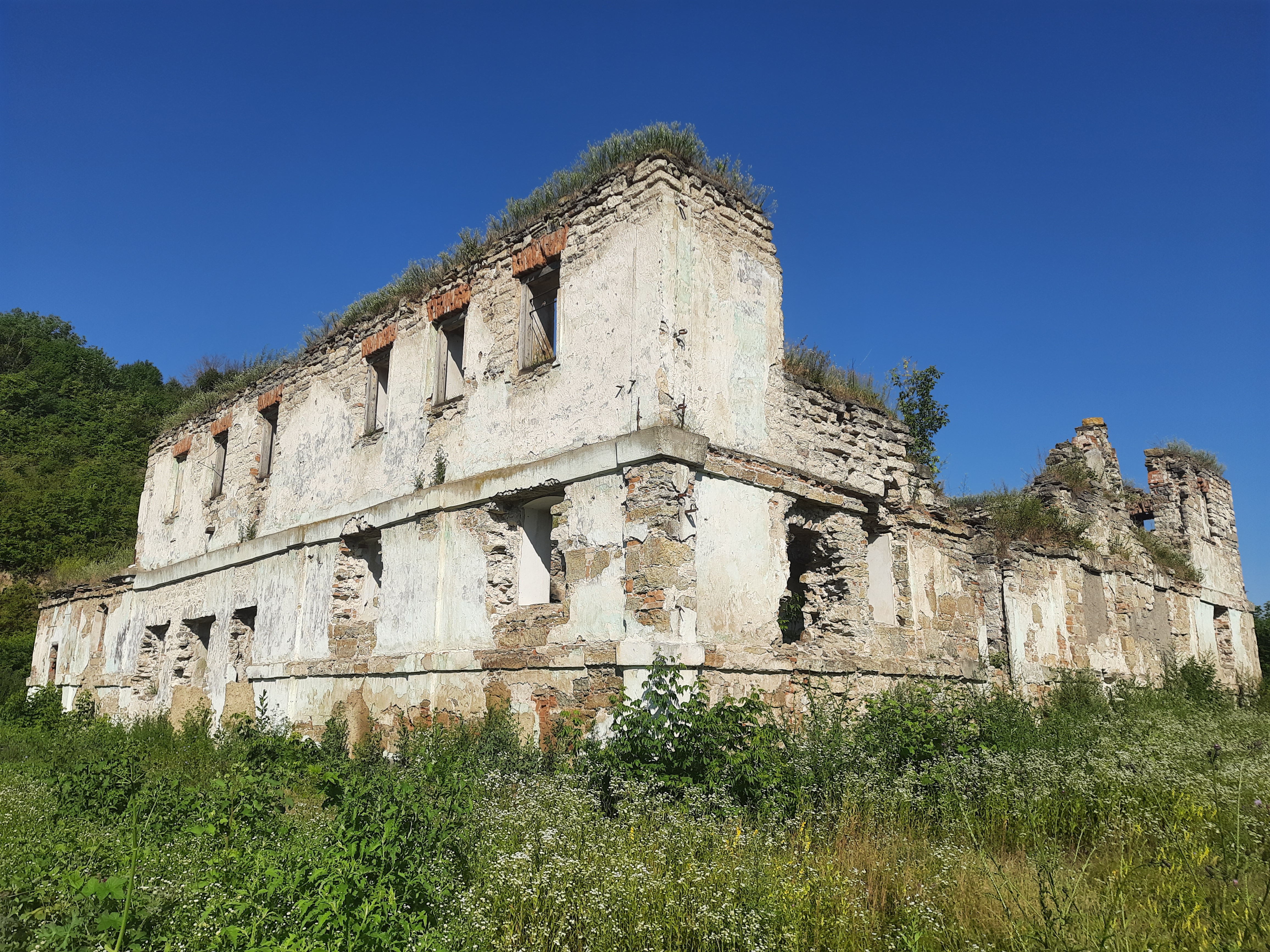
Руїни старого водяного млина
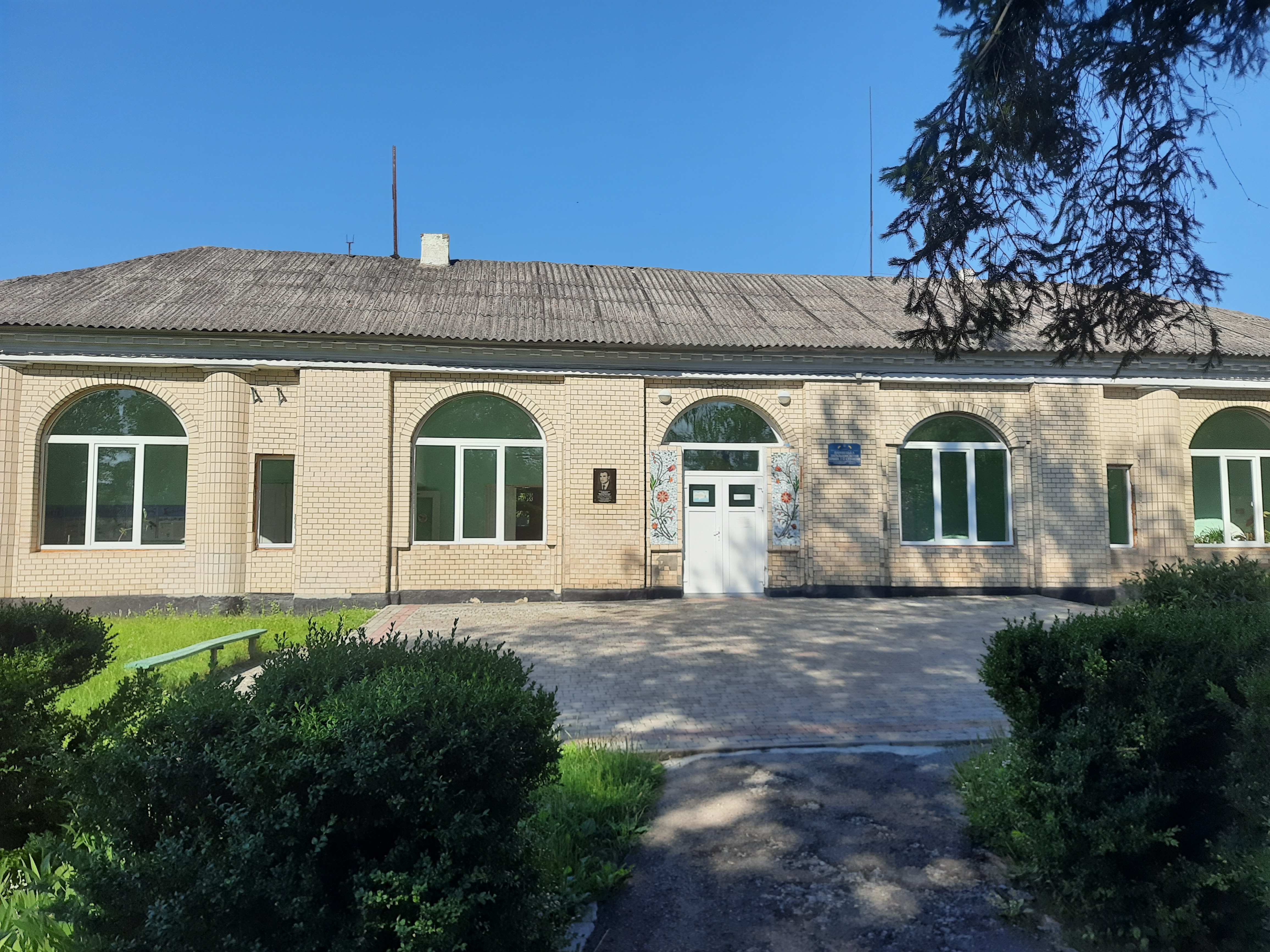
Школа
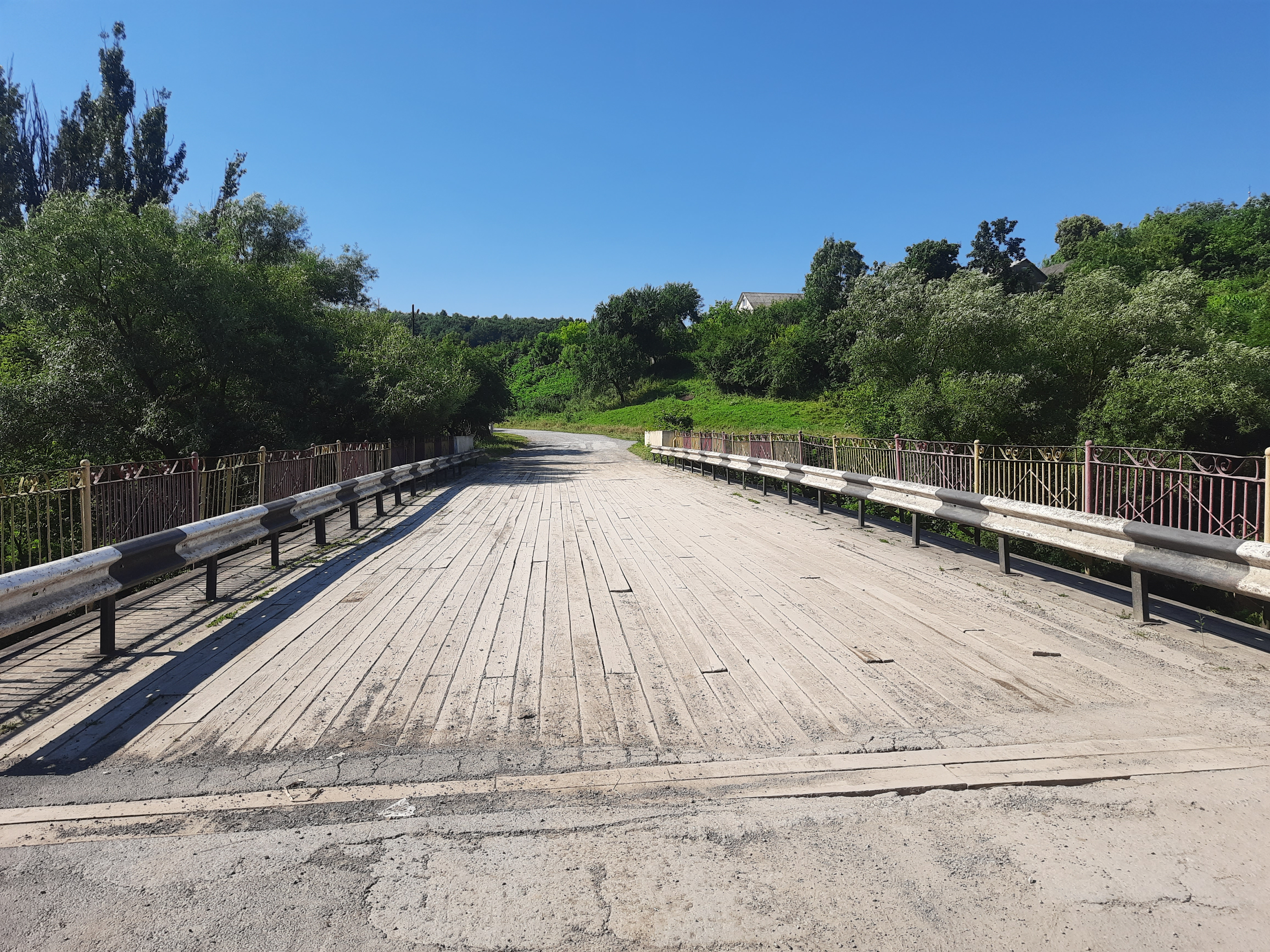
Міст через річку Смотрич
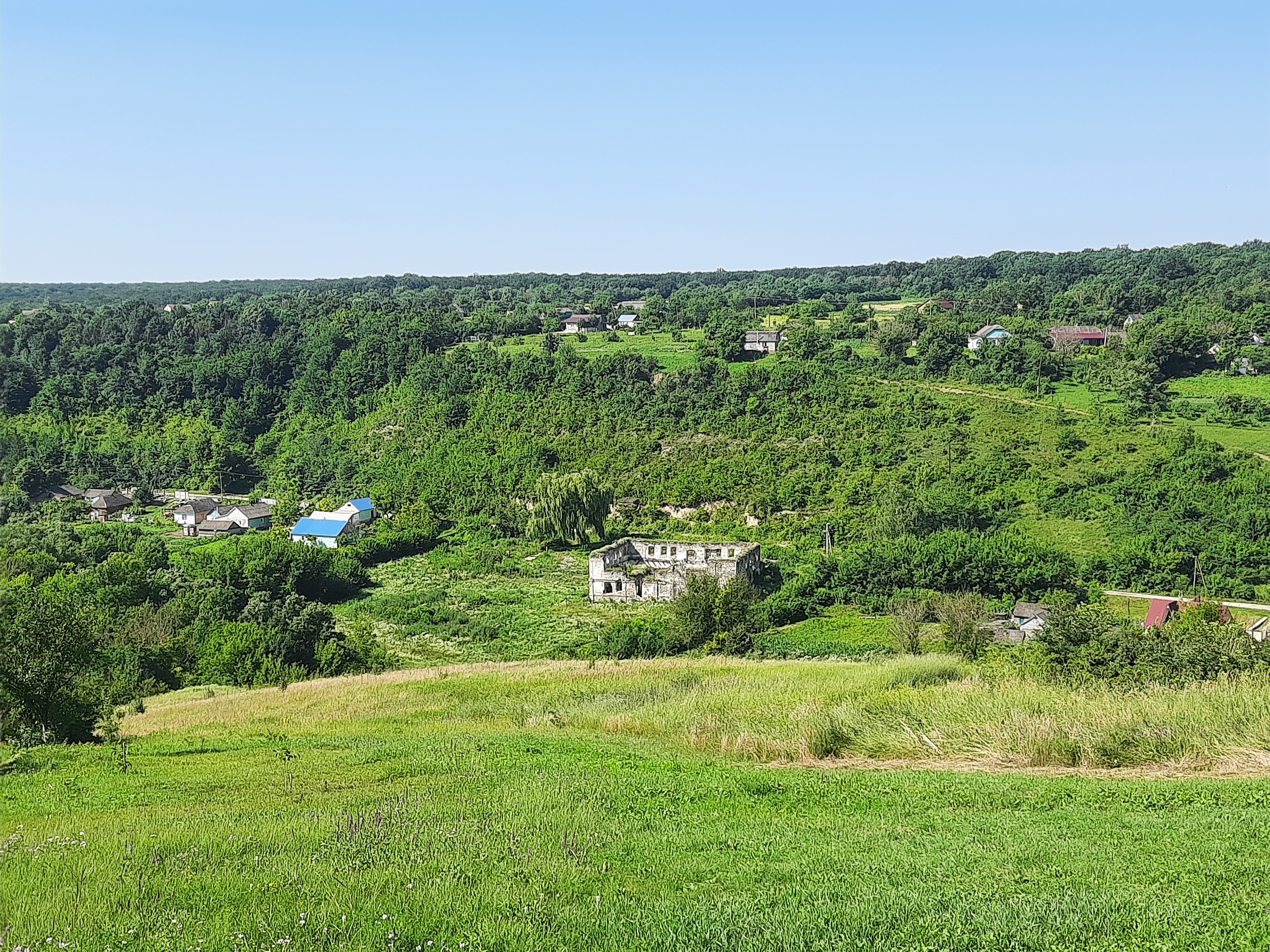
Краєвид села